# Клерух
Клерухите (на старогръцки: κληρουχία, klēroukhia, Kleruchoi, Kleruch) са заселници в Древна Гърция, които притежават парче земя, завоювано във война.
Те запазвали тяхното гражданство, но плащали данъци на полисите и давали военна служба. Така образуваните колонии се наричали Клерухии (κληρουχία), които в Сигеион и Саламис съществуват от 6 век пр.н.е.